# Jablunkov
Jablunkov település Csehországban, a Frýdek-místeki járásban. Jablunkov Písečná, Dolní Lomná, Bocanovice, Písek, Návsí és Mosty u Jablunkova településekkel határos. Lakosainak száma 5257 fő (2024. január 1.).

## Népesség
A település lakosságának változását az alábbi diagram mutatja:
| Lakosok száma | 2659 | 3032 | 3437 | 4210 | 5169 | 5934 | 5624 | 5547 | 5284 | 5257 |
|               | 1869 | 1890 | 1921 | 1950 | 1980 | 2001 | 2017 | 2019 | 2022 | 2024 |